# Кетрисановская сельская община
Кетрисановская сельская община (укр. Кетрисанівська сільська громада) — территориальная община в Кропивницком районе Кировоградской области Украины.
Административный центр — село Кетрисановка.
Население составляет 13280 человек. Площадь — 1302,8 км².
Община создана 12 июня 2020 года, путём объединения территорий Алексеевского, Апрелевского, Благодатненского, Бобринковского, Буховецкого, Василевского, Верхнеингульского, Веселовского, Витязевского, Златопольского, Кетрисановского, Костомаровского, Кривоносовского, Марьяновского, Николо-Бабанского, Новоградовского, Новониколаевского, Павлогорковского, Рощаховского, Солонцеватского, Сугоклиевского, Тарасовского, Федиевского и Чаривненского сельских советов Бобринецкого района.

## Населённые пункты
В состав общины входят 3 посёлка и 69 сёл:
- Кетрисановка
- Алексеевский старостинский округ:
  - Алексеевка
  - Борисовка
  - Верхнеингульское
  - Посёлок Гаи
  - Мюдовка
  - Оленовское
  - Степановка
  - Сугоклиевка
  - Яблочко
- Благодатненский старостинский округ:
  - Благодатное
  - Марьяновка
  - Осыковатое
  - Ульяновка
- Буховецкий старостинский округ:
  - Аннополь
  - Буховецкое
  - Маковиевка
  - Мариуполь
  - Рощаховка
- Василевский старостинский округ:
  - Андреевка
  - Береславка
  - Василевка
  - Завадовка
  - Никоноровка
  - Новогомельское
  - Солонцеватка
- Весёловский старостинский округ:
  - Веселовка
  - Воднево
  - Крутоярка
  - Новониколаевка
  - Посёлок Раздолье
  - Степовка
  - Чигиринское
  - Юриевка
- Витязевский старостинский округ:
  - Витязевка
  - Зоряное
- Златопольский старостинский округ:
  - Златополье
  - Песчаное
  - Полумяное
- Костомаровский старостинский округ:
  - Берёзовка
  - Гаёк
  - Костомаровка
  - Коханое
- Николо-Бабанский старостинский округ:
  - Николо-Бабанка
  - Сорочаново
- Новоградовский старостинский округ:
  - Водяно-Михайловка
  - Квитневое
  - Колодези
  - Макеевка
  - Новоградовка
  - Пеньково
  - Ростычево
- Павлогорковский старостинский округ:
  - Бредихино
  - Кривоносово
  - Павлогорковка
  - Поляна
- Тарасовский старостинский округ:
  - Захидное
  - Ивановка
  - Новокиевка
  - Тарасовка
  - Червонополье
- Федиевский старостинский округ:
  - Высочаново
  - Дончино
  - Федиевка
  - Фёдоровка
- Чаривненский старостинский округ:
  - Бобринка
  - Варламовка
  - Веремиевка
  - Грузское
  - Гориховка
  - Посёлок Мирное
  - Чаривное